# 勝田丸
勝田丸（英語：KATUTA MARU）とは、内海曳船が所有する高速曳船兼化学消防船である。

## 概要
- 警戒船指定区分は、第五、第六管区海上保安本部[2]。

- 2020年6月19日、今治港に清田丸と入れ替わる形で就航し、清田丸は富山に転属となった。

- 航行区域は沿海区域。今治などを主に活動区域としている。

- 構造は同じく今治港に停泊している平田丸と同じになっている。
- 2020年6月17日に竣工。[3]